# Agriothera melanacma
Agriothera melanacma är en fjärilsart som beskrevs av Edward Meyrick 1907. Agriothera melanacma ingår i släktet Agriothera och familjen bronsmalar. Inga underarter finns listade i Catalogue of Life.